# The Sontaran Experiment
A The Sontaran Experiment a Doctor Who sorozat hetvenhetedik része, amit 1975. február 22.-e és március 1.-e között vetítettek két epizódban.

## Történet
A Doktor, Sarah és Harry leteleportálnak Narva űrállomásról a Földre, ahol csak fű nő, mióta a napkitörések majd' minden életet kipusztítottak. A Doktor nekilát, hogy a teleport rendszer nem tökéletesen működő refraktorait újra fókuszálja. Közben Sarah és Harry kicsit körülnéznek. De nem veszik észre, hogy figyelik őket... Sőt, a figyelőket is figyelik...

## Epizódok listája
| Epizód sorszáma | Bemutató napja    | Hossza | Nézők száma (millió) |
| --------------- | ----------------- | ------ | -------------------- |
| 1               | 1975. február 22. | 24:27  | 11                   |
| 2               | 1975. március 1.  | 25:00  | 10,5                 |

## Könyvkiadás
A könyvváltozatát 1978. december 7.-n adta ki a Target könyvkiadó.

## Otthoni kiadás
- VHS-n 1991 októberében adták ki. A kazettát a dupla kazettában van a most követő Genesis of the Daleks-l lett kiadva.
- DVD-n 2006 októberében adták ki a Bred for War dobozban, amiben a régi sorozat összes szontáros része.

### Fordítás
- Ez a szócikk részben vagy egészben  a   The Sontaran Experiment című angol Wikipédia-szócikk fordításán alapul.  Az eredeti cikk szerkesztőit annak laptörténete sorolja fel. Ez a jelzés csupán a megfogalmazás eredetét és a szerzői jogokat jelzi, nem szolgál a cikkben szereplő információk forrásmegjelöléseként.